# Catopsis delicatula
Espèce
Catopsis delicatula est une espèce de plantes à fleurs de la famille des Bromeliaceae, présente dans les régions tropicales au Guatemala et au Mexique.

## Distribution
L'espèce est présente du sud du Mexique au Guatemala.

## Description
L'espèce est épiphyte.